# Colletotrichum trichellum
Colletotrichum trichellum är en svampart som först beskrevs av Elias Fries, och fick sitt nu gällande namn av Duke 1928. Colletotrichum trichellum ingår i släktet Colletotrichum och familjen Glomerellaceae.   Inga underarter finns listade i Catalogue of Life.